# Trelew (Kornwalia)
Trelew – osada w Anglii, w Kornwalii. Leży 35 km na wschód od miasta Penzance i 378 km na południowy zachód od Londynu.